# Крючков, Борис Алексеевич
Крючков Борис Алексеевич (род. 16 августа 1935 года) — председатель Мелитопольского горисполкома (1983-1990), почётный гражданин Мелитополя (2006).

## Биография
Борис Крючков родился 16 августа 1935 года. Окончил Мелитопольский институт механизации сельского хозяйства по специальности инженер-механик.
В 1960-1972 годах работал на Мелитопольском заводе холодильного оборудования имени 30-летия ВЛКСМ. Начав работу инженером-технологом, через год был выдвинут на должность старшего мастера, затем был заместителем начальника и начальником сборочного цеха. С ноября 1969 по май 1972 Борис Крючков был секретарём партийной организации завода.
В 1972-1983 годах работал в Мелитопольском горкоме КПУ, на должностях заведующего отделом организационно-партийной работы и второго секретаря горкома. В 1983 году был избран главой исполнительного комитета Мелитопольского городского совета народных депутатов и занимал эту должность до 1990 года.
В 1990-1997 годах возглавлял Государственную налоговую администрацию Мелитополя. В 2000-е годы Борис Крючков был начальником санитарно-административной инспекции Мелитополя.

## Награды и звания
- Почётный гражданин Мелитополя (22 сентября 2006 года)[2]